# Аллен, Ясемин
Ясеми́н Кай Алле́н (тур. Yasemin Kay Allen) — турецкая актриса, британского происхождения.

## Биография
Ясемин Кай Аллен родилась 10 июля 1989 года в семье англичанина с англо-турецким гражданством, Дадли Аллена, и его жены, турецкой актрисы, британского происхождения, Суны Йылдызоглу (Сони Эдди), в Лондоне. Есть младший брат Каан. Когда Ясемин было три месяца, её родители перебрались в Турцию. Спустя 10 лет Ясемин с матерью уехала жить в Австралию. Обучалась в Квинслендском университете на факультете кино и телевидения. В 18 лет Ясемин вернулась в Турцию, где окончила театральное отделение Консерватории Мюждата Гюзена.

## Карьера
В 2008 году Ясемин стала финалисткой конкурса «Новое лицо» L’Oréal. В этом же году она дебютировала на телевидении, снявшись вместе с матерью в сериале «Элиф». В 2010 году Ясемин оказалась сразу в двух проектах: «Мечтатели» и «Высокое место». В 2011 году она сыграла роль второго плана в сериале «Жизнь продолжается». Два года спустя, в 2013 году, Ясемин получила роль в сериале «Милосердие». В этом же году она стала лицом сайта «N11.com» и дебютировала в кино, получив главную роль в фильме «Вода и огонь». В 2014 году Ясемин сыграла небольшую роль в четвёртом сезоне популярного телесериала «Великолепный век».
Кроме съёмок в кино и на телевидении, Ясемин принимает участие в съёмках рекламы («Sprite», «N11.com» и «TTNET») и видеоклипов («Во сне» тур. Rüyamda Ылгаза Эреля и «Взрослые» тур. Büyüdük Aniden Огюна Санлысоя). В 2014 году стала ведущей конкурса красоты «Elidor Miss Turkey 2014». Также Аллен снялась в сериале «Дело чести» в роли Сибель. В 2016 году Ясемин появилась в сериале «46».

## Личная жизнь
На съёмках «Элиф» Ясемин познакомилась с актёром Онуром Туна, отношения с которым продлились до 2013 года. С 2014 года Ясемин встречается с Армаганом Огузом.
Ясемин умеет играть на пианино, поёт и рисует. В свободное время занимается набросками и дизайном ювелирных изделий.

## Фильмография
| Год       |                            | Русское название       | Оригинальное название | Роль |
| --------- | -------------------------- | ---------------------- | --------------------- | --- |
| 2008      | с                          | Элиф                   | Elif                  | Элиф Доган |
| 2010      | с                          | Мечтатели              | Kavak Yelleri         | Елена Бандеренко/Каракуш |
| 2010—2011 | с                          | Высокое место          | Yerden Yüksek         | Джульетта |
| 2011—2012 | с                          | Жизнь продолжается     | Hayat Devam Ediyor    | Пелин Акча |
| 2013      | ф                          | Вода и огонь           | Su ve Ateş            | Ягмур Эфе |
| 2013—2014 | с                          | Милосердие             | Merhamet              | Ырмак Туналы |
| 2014      | с                          | Великолепный век       | Muhteşem Yüzyıl       | Дефне-султан/Луиза |
| 2014—2015 | с                          | Дело чести             | Şeref Meselesi        | Сибель Озер Кылыч |
| 2016      | с                          | 46 исчезнувших         | 46 Yok Olan           | Селин |
| 2016      | с                          | Если вернётся — твоя   | Dönerse Senindir      | Дефне |
| 2017      | с                          | Фи, Чи, Пи             | Fi                    | Эдже |
| 2019      | с                          | Ответный удар 7 сезон  | Strike Back           | Русская разведчица |
| 2020      | с                          | И в печали и в радости | Iyi Günde Kötü Günde  | Мелиса \| Награды \| Награды \| Награды \| Награды \| \| Год \| Награда \| Категория \| Работа \| \| ------- \| -------------------------- \| ------------------ \| ------- \| \| 2014 \| Интернет медиа премия года \| Звезда телевидения \| \| 1. 2. 3. 4. 5. 6. 7. 8. 9. 10. - Аллен, Ясемин (англ.) на сайте Internet Movie Database |
| Награды   |                            |                        |                       | |
| Год       | Награда                    | Категория              | Работа                | |
| 2014      | Интернет медиа премия года | Звезда телевидения     |                       | |